# Bana (cantante)
Bana, seudónimo artístico de Adriano Gonçalves (Nossa Senhora da Luz, 5 de marzo de 1932 - Loures, 13 de julio de 2013), fue un cantante y baladista caboverdiano, intérprete de morna, género musical caboverdiano que se caracteriza por ser melódico, nostálgico y quejumbroso.

## Biografía
Nació en la parroquia Nossa Senhora da Luz de la ciudad de Mindelo, en la isla de São Vicente (Cabo Verde).
Ya desde niño, Bana vivió rodeado de la música de los cantantes locales. A los catorce años, se quedaba hasta tarde con los músicos locales, que hacían serenatas hasta la madrugada. Su madre no estaba de acuerdo con los hábitos de su hijo, pero su opinión cambió pronto cuando supo de la reputación del joven cantante en toda la isla, cuando venían a pedirle su comparecencia en fiestas y ceremonias.
En 1953, durante el colonialismo portugués, Bana trabajó como ayudante y guardaespaldas del legendario compositor, poeta e intérprete caboverdiano Francisco Xavier da Cruz, conocido profesionalmente como B. Leza (beleza, ‘belleza’ en portugués). Al final de su vida, B. Leza estaba paralizado y confinado a una silla de ruedas. El inmenso Bana ―medía 2,10 metros de altura― lo cargaba en la silla de ruedas y lo transportaba en su vida personal y en los locales musicales. Como sufría de falta de aliento, B. Leza acortaba las palabras y se tragaba algunas sílabas, y así reinventó la morna de Cabo Verde para adaptarla a su afección. Usó estas técnicas con tal gracia y éxito que se volvieron una característica de la música caboverdiana.
En los años cincuenta, este cantante ―tío de Cesária Évora― enseñó a Bana y a muchos otros el arte de la morna.
Bajo la influencia de B. Leza, el estilo musical de Bana ganó un flujo similar tanto melódico como rítmico. En 1958, BeLeza lo presentó en una gira que la Tuna Académica de Coímbra realizó en São Vicente. Entre los responsables de la Tuna se encontraban el poeta y político disidente portugués Manuel Alegre (1936-) y el escritor, novelista y periodista portugués Fernando Assis Pacheco, que trataron de llevarlo a Portugal a actuar.
Cuando B. Leza murió en 1958, Bana empezó a trabajar por su cuenta. Tal vez a causa de su popularidad, Bana se vio acusado de colaboración con el gobierno colonial portugués. Pronto viajó a Dakar (Senegal) ―la ciudad más cercana―, donde cantó en bares y grabó su primer álbum en 1962. El disco, de cuatro canciones, fue exitoso, vendiendo 2000 copias en las primeras dos semanas.
De Dakar viajó a París (Francia), donde permaneció hasta 1968 y grabó otros dos discos de larga duración, y luego a Róterdam (Países Bajos), donde formó el grupo Voz de Cabo Verde con otros exiliados caboverdenses, como Luis Morais (1934-2002), Jean da Lomba, Morgadinho, Toy de Bibia, Frank Cavaquinho y otros compañeros. Publicaron dos LP y seis EP, que en ese momento se pusieron muy en boga.
Bana creó un sonido que ha sido el modelo de las bandas de Cabo Verde. El nombre del grupo no podría haber sido más apropiado: los discos de Bana no solo tuvieron éxito en San Vicente y las otras islas de Cabo Verde; los caboverdianos en Portugal, Italia, Francia, Guinea-Bissau, Mozambique y Estados Unidos se reconocían en las mornas criollas portuguesas de Bana como la voz de su pueblo que se escuchaba en todo el mundo.
En 1969 fue invitado a viajar a Portugal, para la inauguración de la Casa de Cabo Verde en Lisboa en compañía de dos de sus amigos, Luis Morais y Morgadinho (de Voz de Cabo Verde). A fines de los años sesenta, Bana hacía shows exitosísimos en varios países de Europa y África. Después de una extensa gira por Luanda (capital de Angola) y por el resto del país, Bana decidió asentarse en Portugal y abrir Monte Cara, un restaurante de comida caboverdeana y un nightclub, al que se ha llamado «la meca de la música africana» en Lisboa. Bana continuó de gira por todo el mundo, ampliando su proyección internacional.
Se quedó a vivir en Lisboa, donde formó su familia. A lo largo de una carrera que abarca 66 años, Bana ha publicado más de cincuenta LP y EP, en grupo o en solitario, y ha participado en cuatro películas: dos franceses, una alemana y una luso-caboverdiana.
De regreso a Cabo Verde en 1975, Bana fue acusado de colaborar con las potencias colonialistas, y obligado a regresar a Lisboa. Recién siete años más tarde recibió una disculpa oficial del Gobierno de Cabo Verde y fue bienvenido en su país. En 1986, después de más de cuarenta años de canto, Bana decidió retirarse después de una última gira por Cabo Verde. Entonces, después de un periodo de diez años alejado del espectáculo, Bana grabó el álbum Gira Sol, que fue arreglado y producido por Ramiro Mendes para MB Records.
Además de ser un cantante excepcional, Bana también incursionó en la producción y ha trabajado en esta capacidad con Cesária Évora. En los últimos años Bana cantó mornas y coladeiras de Cabo Verde, acompañado por su banda tradicional y por la orquesta de cámara de S. Jorge de Arroios.
En 2008 se encontraba en su casa enfermo de diabetes y problemas en las articulaciones debido a su estatura. Sin embargo siguió trabajando, y cuando cumplió 80 años realizó un concierto en Lisboa, con muchos músicos y cantantes que lo homenajearon: Lura, Tito Paris, Nancy Vieira, Titina, Jorge Neto, Luís Fortes, Té Macedo, Jorge Silva, Luz María, Morgadinho, Leonel Almeida, Coímbra y Dany Silva, entre otros.
Nacido en un Cabo Verde invadido por Portugal, Bana se ha convertido en un símbolo internacional de una nación independiente. Ha recibido honores y la Medalla de Mérito Gran parte del presidente de Cabo Verde, así como el presidente de Portugal.
Considerado uno de los embajadores de la música de Cabo Verde, Bana ha sido reconocido con varios premios y honores, tanto en Cabo Verde como en el extranjero. Se le conoce como el Rey de las Islas de Cabo Verde. En 2012 fue homenajeado en los Premios de la Música de Cabo Verde, por su larga trayectoria.

## Fallecimiento
Luego de pasar los últimos años de su vida con un delicado estado de salud, Bana falleció el 12 de julio de 2013 en el Hospital de Loures, Portugal, a la edad de 81 años, después de haber sufrido un paro cardíaco.

## Discografía[11]
Bana ha publicado más de cincuenta LP y EP, en grupo o en solitario.
- 1965: Nha terra.
- 1965: Pensamento e segredo.
- 1967: Bana à Paris.
- Ao vivo no Coliseu.
- Bana chante la magie du Cap Vert.
- Gardenia.
- La zandunga.
- Livro infinito.
- Merecimento de mãe.
- Morabeza.
- Mornas inesquecíveis.
- Rotcha-Nu.
- 1998: Cabinda a Cunene (single).
- 1998: Gira sol